# Lena Millonig
Lena Millonig (* 25. März 1998 in Kitzbühel) ist eine österreichische Leichtathletin, die sich auf den Hindernislauf spezialisiert hat, aber auch im Langstreckenlauf an den Start geht. Sie ist die Tochter des ehemaligen Mittel- und Langstreckenläufers Dietmar Millonig.

## Sportliche Laufbahn
Erste internationale Erfahrungen sammelte Lena Millonig beim Europäischen Olympischen Jugendfestival (EYOF) 2013 in Utrecht, bei dem sie in 7:06,09 min den fünften Platz über 2000 m Hindernis belegte. 2015 gelangte sie bei den Jugendweltmeisterschaften in Cali mit 6:52,24 min auf den neunten Platz und im Jahr darauf schied sie bei den U20-Weltmeisterschaften in Bydgoszcz mit 10:31,83 min im Vorlauf über 3000 m Hindernis aus. 2017 wurde sie in 10:22,97 min Vierte bei den U20-Europameisterschaften in Grosseto und bei den Crosslauf-Europameisterschaften 2019 in Lissabon lief sie nach 22:44 min auf Rang 36 im U23-Rennen ein. 2021 klassierte sie sich bei den Balkan-Meisterschaften in Smederevo mit 10:43,53 min auf dem sechsten Platz. Im Jahr darauf steigerte Millonig ihre persönliche Bestzeit über die 3000 m Hindernis auf 9:57,47 min und belegte damit bei den Balkan-Meisterschaften in Craiova den vierten Platz. Damit qualifizierte sie sich für die Europameisterschaften in München, bei denen sie mit 9:57,50 min im Vorlauf ausschied. Am 11. Mai 2024 verbesserte Millonig in Karlsruhe den österreichischen Rekord über die 3000 m Hindernis auf 9:46,17 min. Anschließend belegte sie bei den Balkan-Meisterschaften in Izmir in 10:09,34 min den sechsten Platz. Kurz darauf verpasste sie bei den Europameisterschaften in Rom mit 9:57,50 min den Finaleinzug.
In den Jahren 2023 und 2024 wurde Millonig österreichische Staatsmeisterin im 3000-Meter-Hindernislauf. 2017 wurde sie Hallen-Staatsmeisterin im 3000-Meter-Lauf in der Halle.

## Persönliche Bestleistungen
- 3000 Meter: 9:25,97 min, 6. Juli 2022 in Wien
  - 3000 Meter (Halle): 9:25,94 min, 11. Februar 2023 in Metz
- 5000 Meter: 16:47,54 min, 21. Juli 2018 in Klagenfurt am Wörthersee
- 3000 m Hindernis: 9:46,17 min, 11. Mai 2024 in Karlsruhe (österreichischer Rekord)